# Contea di Hardy
La contea di Hardy ( in inglese Hardy County ) è una contea dello Stato della Virginia Occidentale, negli Stati Uniti. La popolazione al censimento del 2000 era di 12 669 abitanti. Si trova nel panhandle orientale dello stato e il capoluogo di contea è Moorefield.